# جونيور إيزاغويري
جونيور إيزاغويري (بالإسبانية: Júnior Izaguirre)‏ هو لاعب كرة قدم هندوراسي في مركز الدفاع، ولد في 12 أغسطس 1979 في تيغوسيغالبا في هندوراس. شارك مع منتخب هندوراس تحت 20 سنة لكرة القدم ومنتخب هندوراس لكرة القدم. أما مع النوادي، فقد لعب مع بنيارول ونادي برشلونة ونادي فيكتوريا.

## وصلات خارجية
- جونيور إيزاغويري على موقع الاتحاد الدولي (مؤرشف)  (الإنجليزية)
- جونيور إيزاغويري على موقع قاعدة بيانات كرة القدم.إي يو (الإنجليزية)
- جونيور إيزاغويري على موقع ناشيونال فوتبول تيمز (الإنجليزية)
- جونيور إيزاغويري على موقع Soccerway.com (الإنجليزية)
- جونيور إيزاغويري على موقع أوليمبيديا (الإنجليزية)